# Ursel (Belgien)

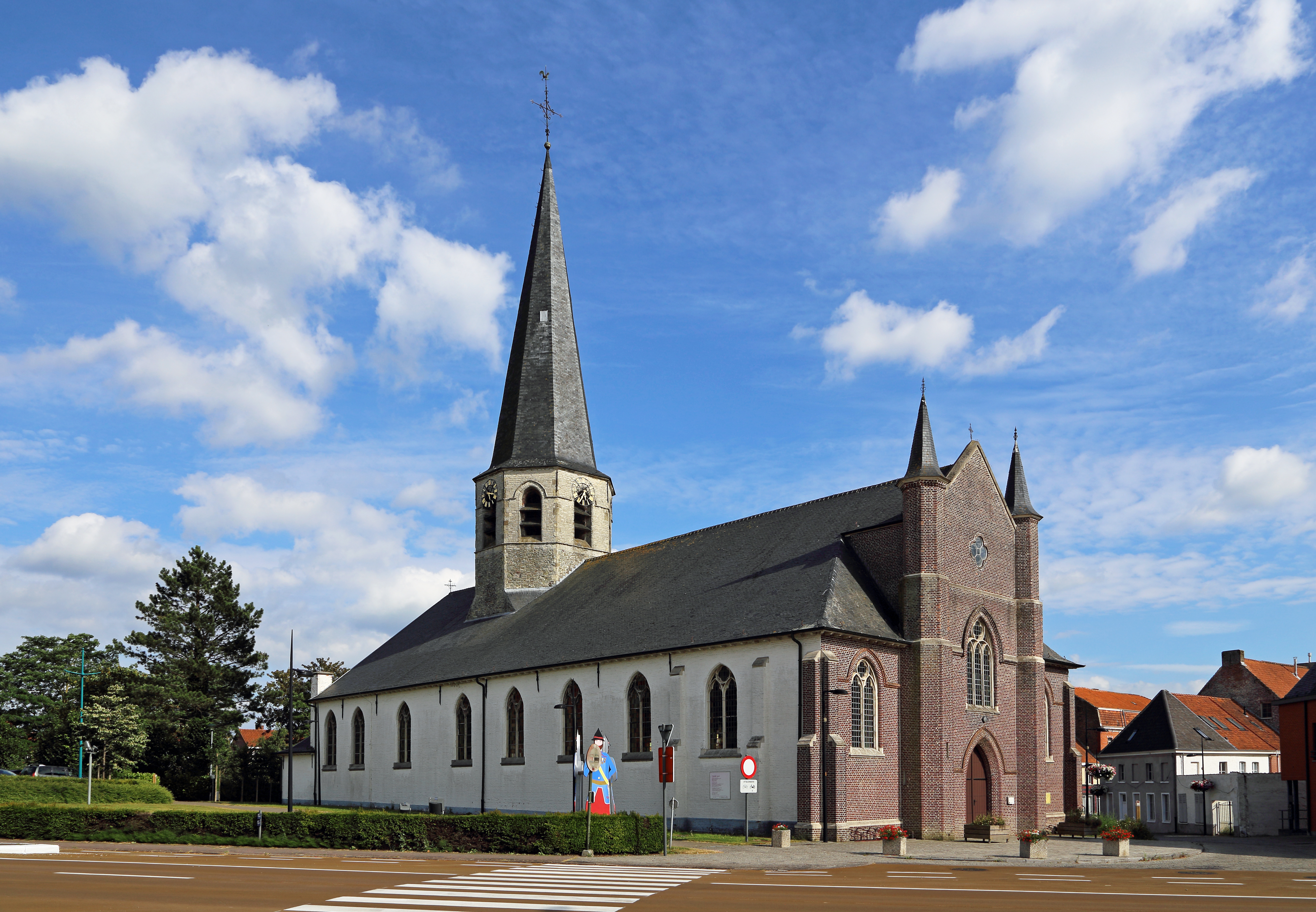
Sankt Medarduskirche in Ursel

Ursel ist ein Ortsteil der belgischen Gemeinde Aalter in der Region Flandern. Der Ort liegt in der Provinz Ostflandern im Arrondissement Gent und hat eine Fläche von 20,72 km² und 2673 Einwohner (Stand 2002).
Knesselare liegt 3 km westlich, Gent 18 km südöstlich, Brügge 20 km westnordwestlich und Brüssel 68 km südöstlich.
Die Postleitzahl lautet 9910 und die Telefonvorwahl 09.
Die Gemeinde Ursel kam 1977 zu Knesselare, das wiederum zum 1. Januar 2019 mit Aalter fusionierte.

## Verkehr
Beim südlich gelegenen Ort Aalter befindet sich der nächste Autobahnanschluss an der A10/E 40 und ein Regionalbahnhof an der Bahnlinie Oostende–Brügge–Aalter–Gent–Brüssel.
Bei Oostende befindet sich ein Regionalflughafen und nahe der Hauptstadt Brüssel einen internationalen Flughafen.

## Persönlichkeiten
In Ursel wurde der Organist und Komponist Cyriel van den Abeele (1875–1946) geboren.